# Judaisme reconstruccionista
El judaisme reconstruccionista és una de les rames progressistes del judaisme. Aquest moviment jueu modern, entén el judaisme com una civilització que evoluciona progressivament. El seu origen es troba en una branca del judaisme conservador. El moviment es va desenvolupar a finals dels anys 1920, i els anys 1940, i en 1968 es va establir una escola rabínica independent. El moviment va ser fundat en 1968 en els Estats Units pel rabí Mordechai Kaplan (1881-1983) i el seu gendre Ira Eisenstein, sobre una base ideològica elaborada entre els anys 1920 i els anys 1940. El moviment reconstruccionista, està present bàsicament en els Estats Units d'Amèrica, i en menor mesura al Canadà.

A l'interior del moviment, hi ha una diversitat teològica substancial. La Halacà no és considerada obligatòria, però és tractada com un remanent cultural valuós, que ha de ser mantingut, a menys que hi hagi una raó per fer el contrari. El moviment emfatitza les visions positives pel que fa al modernisme, i proposa un enfocament de la tradició jueva. L'objectiu del moviment reconstruccionista, és la presa de decisions comunals, mitjançant un procés d'educació, i de destil·lació de valors, de les fonts tradicionals jueves.

## Principis del judaisme reconstruccionista
Els jueus reconstruccionistes consideren com el més important les actituds a favor de la justicia social i de la igualtat de totes les persones.
- Una actitud positiva sobre la vida moderna: Tots els membres de la sinagoga poden pendre decisions, no només els rabins.
- El judaisme reconstruccionista és sionista: El moviment està afiliat a la Unió Mundial per al Judaisme Progressista i està a favor de que Israel sigui un estat laic.
- Respecte i tolerancia: El judaisme reconstruccionista reconeix i admira la resta de divisions del judaisme.
- L'igualtat entre els homes i les dones: El reconstruccionisme es un moviment igualitari, la igualtat de tots els membres és una de les bases del moviment. Les dones i els homes no son separats a la sinagoga i les dones poden esdevenir rabins.
- Acceptació per l'homosexualitat: L'integritat personal de les persones és més important que la seva sexualitat. Els i les rabines reconstruccionistes casen a homes i dones homosexuals.